# Juridiction de Seftigen
?–1798
Entités suivantes :
- District de Seftigen

La juridiction de Seftigen est une juridiction de haute-justice du landgraviat de Bourgogne de l'Aar (Burgundia circa Ararim). Le landgraviat appartient à la maison de Neuchâtel-Nidau, puis aux Kibourg-Berthoud et enfin à Berne dès 1388.

## Histoire
Lorsque les Bernois s'emparent du bailliage de Nidau, ils s'emparent par la même occasion du landgraviat de Bourgogne de l'Aar, dont le siège est Nidau. Le landgraviat était divisé en plusieurs juridictions, notamment Nidau (supprimée sous le régime bernois) et Sternenberg.
Il existe une incertitude sur l'emplacement du siège de la juridiction du sud du landgraviat (partie haute) à cause du manque de sources sur l'administration comtale. Il est probable que le siège de la juridiction était Wattenwil et par conséquent que les seigneurs de Strättligen exerçaient la haute-justice dans la région. Si c'est le cas, on ignore depuis quand ainsi que si ces droits de justice avaient été usurpés ou remis en gage par les comtes de Nidau ou de Kybourg en manque d'argent. Il est possible que ce manque de sources soit dû au fait que les Bernois auraient pu faire disparaître des documents qui n'allaient pas dans leur sens. Les Bernois créent donc un nouveau siège de juridiction à Seftigen, qui se trouve être sur les terres de bourgeois de Berne.
La juridiction dépend du banneret de la corporation des Boulangers, assisté de trois sautiers locaux.
La seigneurie de Belp, bien qu'étant sur le territoire de la juridiction, ne dépend pas d'elle pour la haute-justice.
En 1783, la seigneurie de Uetendorf-Uttigen passe de la juridiction de Seftigen au bailliage de Thoune (ce dernier étant une juridiction issue du landgraviat de Bourgogne (de) qui n'en porte pas le nom).
En 1803, une partie importante de la juridiction devient le bailliage (oberamt) puis district de Seftigen.

## Étendue de la juridiction
Dans le territoire de la juridiction se trouvent notamment :
- La seigneurie de Kehrsatz[3] ;
- La seigneurie d'Englisberg[4] ;
- L'actuelle commune de Zimmerwald[5] ;
- La seigneurie de Toffen[6] ;
- La juridiction de Kaufdorf (annexée à la juridiction de Thurnen dès 1528)[7] ;
- La seigneurie de Rümligen[8] ;
- La juridiction de Thurnen[9],[10],[11] ;
- La juridiction de Gelterfingen(-Krambourg) ou de Mühledorf[12] ;
- La seigneurie de Gerzensee[13] ;
- La seigneurie de Kirchdorf[14] ;
- La seigneurie d'Uttigen-Uetendorf[15] ;
- La seigneurie de Blumenstein (jusqu'en 1652)[16] ;
- La juridiction d'Amsoldingen[17] (composée dès 1528 d'Amsoldingen, Uebeschi[18] et Pohlern).

### Article
- (de) Anne-Marie Dubler, « Die Region Thun-Oberhofen auf ihrem Weg in den bernischen Staat (1384-1803) », Berner Zeitschrift für Geschichte und Heimatkunde, vol. 66,‎ 2004, p. 61-117 (lire en ligne, consulté le 15 mars 2022)